# 여로 (1974년 영화)

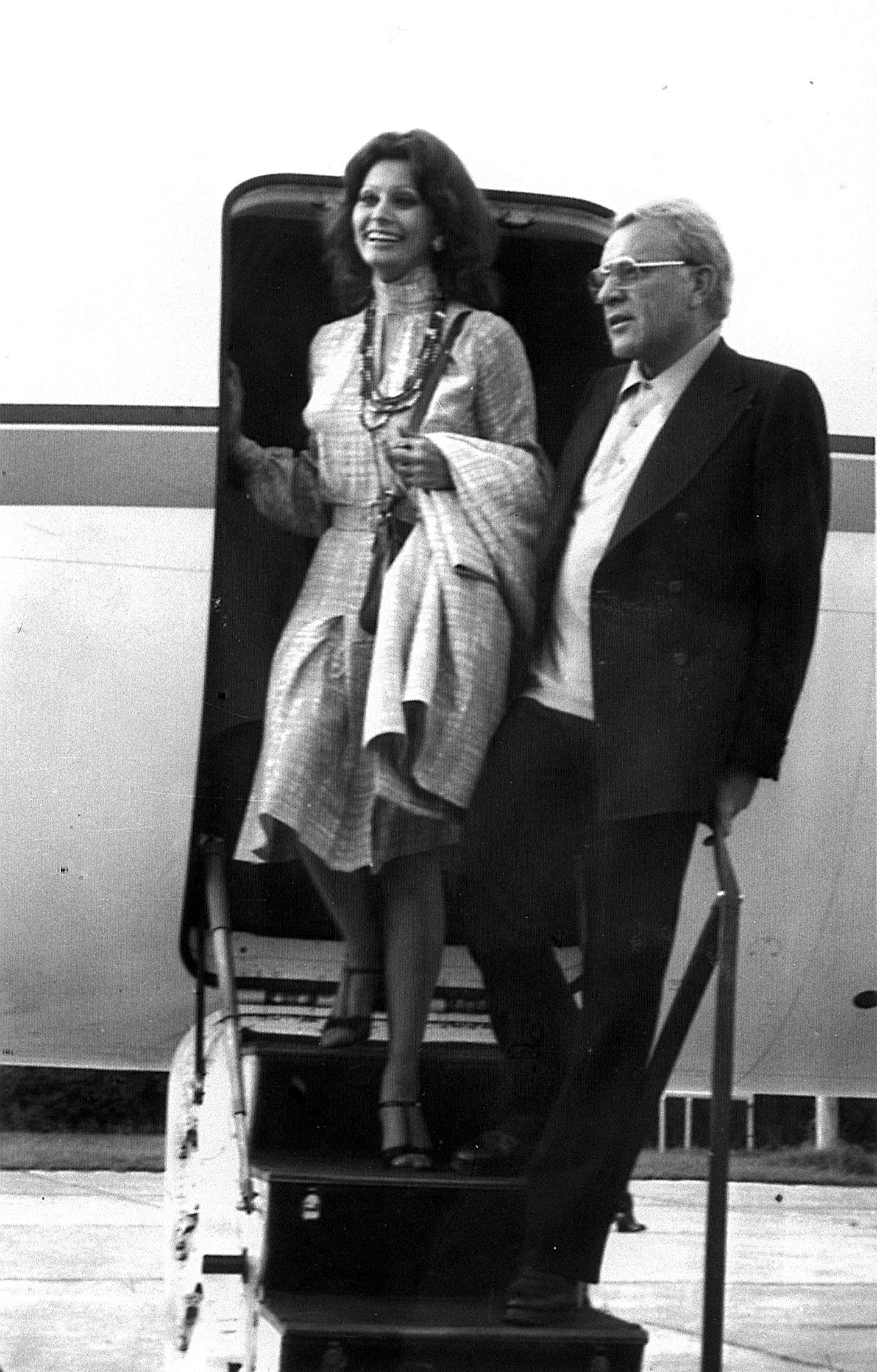

여로(The Voyage)는 비토리오 데 시카 감독의 1974년 영화이다. 루이지 피란델로의 소설을 바탕으로 제작되었다. 리차드 버튼, 소피아 로렌 등이 주연으로 출연했다.

## 내용
1904년, 시칠리아 섬의 부호 브랏지가 두 아들을 남기고 죽자 그 유언에 따라 동생 안토니오는 양복점의 딸 아드리아나(소피아 로렌)와 결혼하게 된다. 그러나 아드리아나는 형인 체자레(리차드 버튼)와 깊이 사랑하는 사이. 형 체자레는 실연의 상처를 안고 고향을 등진다. 이윽고 세월은 흘러 사내아이까지 낳은 아드리아나는 충실한 안토니오의 아내이며 평화로운 가정의 주부로서 권태로운 나날을 보낸다. 겉으로는 나무랄 바 없는 행복한 주부. 한편, 객지에서 사업을 시작한 체자레는 돈벌이에 성공하자 동생 부부에게 자동차를 선물한다. 기뻐하며 그 자동차를 탄 안토니오는 운전 실수로 벼랑에서 떨어져 어이없이 죽게 된다. 과부가 된 아드리아나에게 책임과 가책을 느끼는 체자레는 병이 잦은 그녀를 팔레르모의 병원으로 데려가 진찰을 받도록 한다. 그러나 그녀의 심장은 이제 얼마 더 견디지 못한다는 것이 병원측의 냉엄한 진단. 그것을 알자 아드리아나는 남은 삶을 못다 이룬 사랑의 불길에 불사르려 한다. 사랑하는 체자레에게 자기 심경을 고백한 뒤 두 사람은 베니스로 향한다. 곤돌라, 음악회, 호텔에서의 포근한 안식……. 그러나 이 마냥 행복하기만 한 두 남녀에게 시칠리아섬의 아드리아나 어머니로부터 장거리 전화가 온다.
| “ | 상복을 입고 있는 터에 딴 사내와 여행을 하다니, 썩 돌아오너라！ | ” |

그러나 그때 아드리아나는 이미 일생에 단 한번의 행복을 그 아름다운 얼굴에 가득 띤 채 호텔의 잠자리에서 조용히 숨을 거두고 있었다.

## 감상
이탈리아 영화계의 거성 비토리오 데 시카가 마지막으로 만든 영화인만큼 어딘지 운명적인 상징이 전편에 감돈다. 어쩌면 데 시카는 이 작품을 만들 때 이미 스스로의 목숨을 점치고 있었을지도 모를 일이다.

## 출연
- 소피아 로렌
- 리처드 버턴
- 이언 배넌